# بواشان
بواشان (بالصينية: 保山市 )‏ هي مدينة على مستوى محافظة، في جمهورية الصين الشعبية، تتبع يونان، تبلغ مساحتها 19,637 كيلومتر مربع، رمزها البريدي هو 678000.

## المناخ
يظهر الجدول التالي التغييرات المناخية على مدار السنة لبواشان:
| البيانات المناخية لـبواشان                              | البيانات المناخية لـبواشان | البيانات المناخية لـبواشان | البيانات المناخية لـبواشان | البيانات المناخية لـبواشان | البيانات المناخية لـبواشان | البيانات المناخية لـبواشان | البيانات المناخية لـبواشان | البيانات المناخية لـبواشان | البيانات المناخية لـبواشان | البيانات المناخية لـبواشان | البيانات المناخية لـبواشان | البيانات المناخية لـبواشان | البيانات المناخية لـبواشان |
| الشهر                                                   | يناير                      | فبراير                     | مارس                       | أبريل                      | مايو                       | يونيو                      | يوليو                      | أغسطس                      | سبتمبر                     | أكتوبر                     | نوفمبر                     | ديسمبر                     | المعدل السنوي              |
| ------------------------------------------------------- | -------------------------- | -------------------------- | -------------------------- | -------------------------- | -------------------------- | -------------------------- | -------------------------- | -------------------------- | -------------------------- | -------------------------- | -------------------------- | -------------------------- | -------------------------- |
| الدرجة القصوى °م (°ف)                                   | 22.4 (72.3)                | 25.4 (77.7)                | 28.9 (84.0)                | 29.9 (85.8)                | 32.4 (90.3)                | 32.2 (90.0)                | 31.3 (88.3)                | 31.4 (88.5)                | 30.1 (86.2)                | 28.8 (83.8)                | 25.2 (77.4)                | 22.4 (72.3)                | 32.4 (90.3)                |
| متوسط درجة الحرارة الكبرى °م (°ف)                       | 17.1 (62.8)                | 18.5 (65.3)                | 21.6 (70.9)                | 24.0 (75.2)                | 25.5 (77.9)                | 25.9 (78.6)                | 25.5 (77.9)                | 26.0 (78.8)                | 25.3 (77.5)                | 23.6 (74.5)                | 20.3 (68.5)                | 17.7 (63.9)                | 22.6 (72.6)                |
| المتوسط اليومي °م (°ف)                                  | 9.1 (48.4)                 | 10.9 (51.6)                | 14.0 (57.2)                | 16.8 (62.2)                | 19.6 (67.3)                | 21.5 (70.7)                | 21.3 (70.3)                | 21.1 (70.0)                | 19.9 (67.8)                | 17.7 (63.9)                | 13.2 (55.8)                | 9.8 (49.6)                 | 16.2 (61.2)                |
| متوسط درجة الحرارة الصغرى °م (°ف)                       | 2.5 (36.5)                 | 4.1 (39.4)                 | 7.1 (44.8)                 | 10.6 (51.1)                | 14.7 (58.5)                | 18.3 (64.9)                | 18.5 (65.3)                | 18.1 (64.6)                | 16.5 (61.7)                | 13.7 (56.7)                | 8.2 (46.8)                 | 3.9 (39.0)                 | 11.4 (52.4)                |
| أدنى درجة حرارة °م (°ف)                                 | −3.8 (25.2)                | −2.6 (27.3)                | −0.1 (31.8)                | 3.7 (38.7)                 | 7.4 (45.3)                 | 13.3 (55.9)                | 13.1 (55.6)                | 13.4 (56.1)                | 10.4 (50.7)                | 5.5 (41.9)                 | 1.6 (34.9)                 | −2.3 (27.9)                | −3.8 (25.2)                |
| الهطول مم (إنش)                                         | 16.9 (0.67)                | 28.4 (1.12)                | 33.6 (1.32)                | 48.3 (1.90)                | 87.8 (3.46)                | 129.5 (5.10)               | 153.9 (6.06)               | 175.5 (6.91)               | 153.9 (6.06)               | 114.7 (4.52)               | 38.1 (1.50)                | 11.6 (0.46)                | 992.2 (39.08)              |
| متوسط أيام هطول الأمطار (≥ 0.1 mm)                      | 3.6                        | 6.9                        | 8.6                        | 12.7                       | 12.6                       | 18.0                       | 21.3                       | 21.5                       | 16.5                       | 12.4                       | 6.5                        | 3.4                        | 144.0                      |
| متوسط الرطوبة النسبية (%)                               | 67                         | 64                         | 61                         | 65                         | 69                         | 76                         | 81                         | 82                         | 82                         | 79                         | 75                         | 73                         | 73                         |
| المصدر #1: China Meteorological Data Service Center     |                            |                            |                            |                            |                            |                            |                            |                            |                            |                            |                            |                            |                            |
| المصدر #2: Weather China (precipitation days 1971-2000) |                            |                            |                            |                            |                            |                            |                            |                            |                            |                            |                            |                            |                            |

## التقسيمات الإدارية
- Longyang, Baoshan [الإنجليزية]‏
- Shidian County [الإنجليزية]‏
- تنغتشونغ
- Longling County [الإنجليزية]‏
- Changning County, Yunnan [الإنجليزية]‏.